# Les Meurtres zen
Les Meurtres zen (Achtsam Morden) est une série télévisée allemande en huit épisodes de 45 minutes d'après le roman de Karsten Dusse, mise en ligne le 31 octobre 2024 sur Netflix.

## Synopsis
Sous ses dehors d'avocat sérieux et travailleur, Björn Diemel travaille surtout pour la pègre berlinoise. Sur la suggestion de sa femme Katharina, qui lui reproche de ne pas assez s'occuper de leur fille, il prend des cours de pleine conscience auprès de Joschka Breitner. Ces cours vont lui venir en aide lorsque sa situation va se compliquer. En effet, son principal client, le chef de mafia Dragan, est filmé en train de tuer un rival. Björn le convainc de l'emmener dans une planque en attendant que la police classe l'affaire, menée par Nicole, une ancienne amie de Björn.

## Distribution
- Tom Schilling (VF : Hugo Brunswick) : Björn Diemel
- Emily Cox (VF : Isabelle Auvray) : Katharina Diemel
- Peter Jordan (VF : Julien Meunier) : Joschka Breitner
- Murathan Muslu (VF : Florian Wormser) : Sascha
- Sascha Alexander Gersak (VF : Stéphane Bazin) : Dragan Sergowicz
- Pamuk Pilavci (VF : Lévanah Solomon) : Emily Diemel
- Marc Hosemann (VF : Charles Uguen) : Toni
- Britta Hammelstein (VF : Jessie Lambotte) : Nicole
- Johannes Allmayer (VF : Valéry Schatz) : Möller
- Luca Maric : Boris

 Source et légende : version française (VF) sur RS Doublage

## Production

### Genèse et développement
La série télévisée adapte le roman à succès de Karsten Dusse, elle est produite par Oliver Berben.
En décembre 2024, Netflix a confirmé le renouvellement de la série pour une saison 2.

### Attribution des rôles
Le rôle principal est dévolu à Tom Schilling en avocat conquis par la pleine conscience, et son ennemi Toni, le second de Dragan, est interprété par Marc Hosemann.

### Tournage
La série est tournée à Berlin à la fin de l'année 2023.

### Fiche technique
Sauf indication contraire, les informations mentionnées dans cette section peuvent être confirmées par les bases de données cinématographiques IMDb et Allociné,  présentes dans la section « Liens externes ».
- Titre original : Achtsam Morden
- Titre français : Les Meurtres zen
- Réalisation : Martina Plura, Max Zähle et Boris Kunz d'après le roman de Karsten Dusse
- Scénario : Doron Wisotzky, Anneke Janssen et Michael Kenda
- Sociétés de production : Constantin Television Production et Netflix Deutschland
- Société de distribution : Netflix
- Pays de production :  Allemagne
- Langues originales : allemand, russe
- Format : couleur - 2,39 : 1 - son Dolby Digital
- Genre : thriller, humour
- Nombre de saisons : 1
- Nombre d'épisodes : 8
- Durée : 45 minutes
- Dates de première diffusion : 31 octobre 2024

## Épisodes
1. Respirer
2. Le Bonheur
3. La Peur
4. L'Impertinence
5. La Crise de panique
6. Le Brainstorming
7. La Colère
8. La Mort

## Accueil
Die Zeit apprécie l'humour noir de la série et son personnage principal de tueur sans complexe. Télé-Loisirs signale « sarcasme et situations incongrues au service d'un thriller original ». Télérama salue « une série allemande originale et enlevée ».